# Katrin Hirtl-Stanggaßinger
Katrin Hirtl-Stanggaßinger (7 maggio 1998) è un'ex sciatrice alpina tedesca.

## Biografia

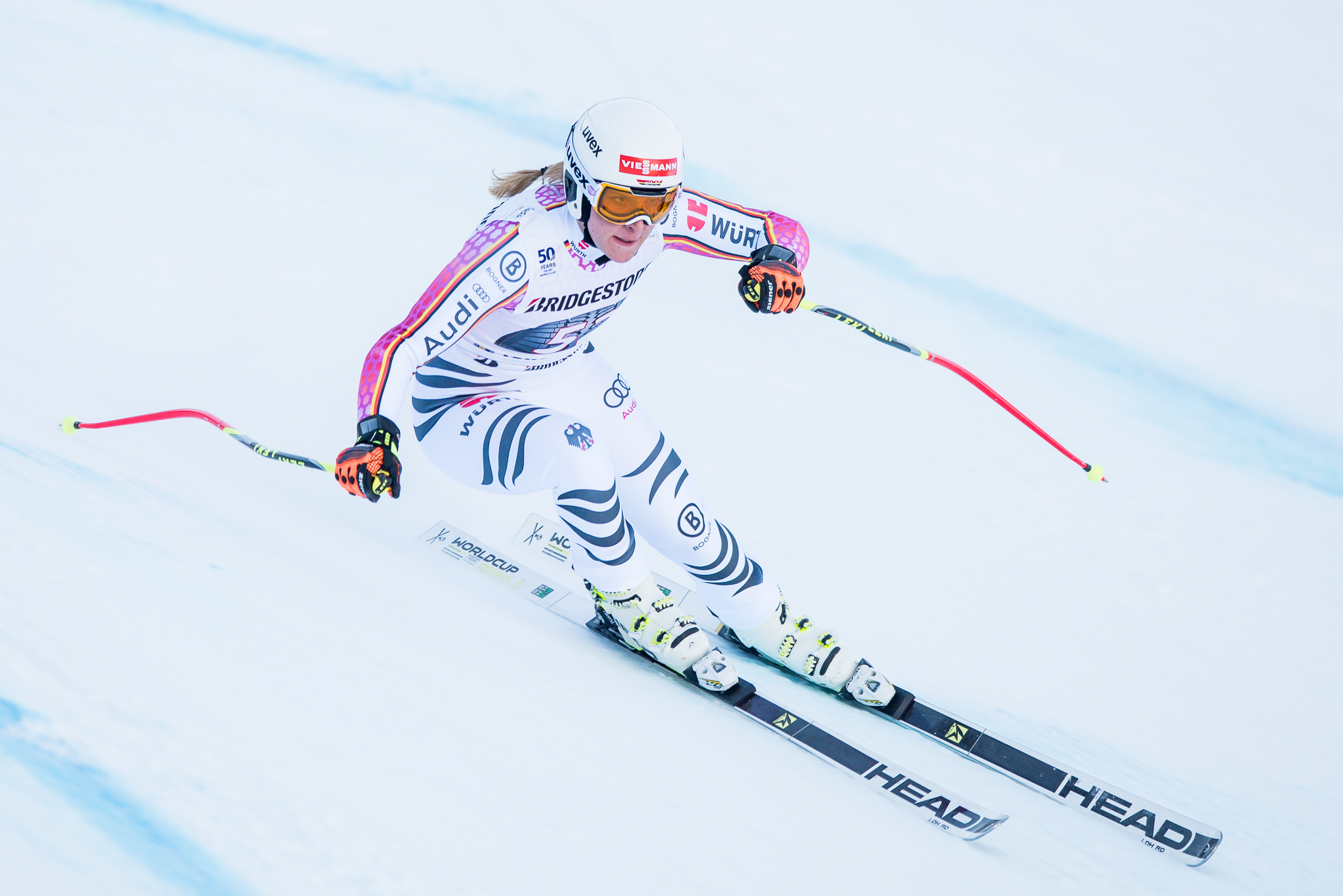
Katrin Hirtl-Stanggaßinger in gara a Garmisch-Partenkirchen nel 2017

Specialista della prove veloci originaria di Schönau e attiva dal gennaio del 2015, Katrin Hirtl-Stanggaßinger ha esordito in Coppa Europa il 16 febbraio dello stesso anno a Davos in supergigante (62ª). L'anno dopo ha vinto la medaglia d'argento nella combinata ai Mondiali juniores di Soči/Roza Chutor 2015 e ha esordito in Coppa del Mondo in occasione della gara a squadre disputata a Sankt Moritz il 18 marzo (2ª).
Nel massimo circuito internazionale ha conquistato il miglior risultato l'8 dicembre 2019 a Lenzerheide in supergigante (27ª) e il 19 dicembre 2021 ha ottenuto in Val di Fassa in discesa libera il primo podio in Coppa Europa (3ª); ha bissato il suo miglior risultato in Coppa del Mondo il 16 dicembre 202 a Sankt Moritz in discesa libera (27ª) e il 6 febbraio 2023 ha ottenuto a Sarentino in supergigante il suo secondo e ultimo podio in Coppa Europa (2ª).
Ha preso per l'ultima volta il via in Coppa del Mondo il 3 marzo 2024 a Kvitfjell in supergigante (37ª) e si è ritirata al termine di quella stessa stagione 2023-2024: la sua ultima gara in carriera è stata il supergigante dei Campionati tedeschi 2024, disputato l'8 aprile a Plan. Non ha preso parte a rassegne olimpiche o iridate.

## Palmarès

### Mondiali juniores
- 1 medaglia:
  - 1 argento (combinata a Soči/Roza Chutor 2016)

### Coppa del Mondo
- Miglior piazzamento in classifica generale: 112ª nel 2023

#### Coppa del Mondo - gare a squadre
- 1 podio:
  - 1 secondo posto

### Coppa Europa
- Miglior piazzamento in classifica generale: 24ª nel 2023
- 2 podi:
  - 1 secondo posto
  - 1 terzo posto

### Far East Cup
- Miglior piazzamento in classifica generale: 33ª nel 2018
- 1 podio:
  - 1 terzo posto

### Campionati tedeschi
- 9 medaglie:
  - 2 ori (slalom gigante nel 2016; combinata nel 2021)
  - 3 argenti (supergigante nel 2021; discesa libera, supergigante nel 2022)
  - 4 bronzi (supergigante, combinata nel 2016; discesa libera nel 2021; discesa libera nel 2023)